# Sunway TaihuLight
Il Sunway TaihuLight (cinese: 神威·太湖之光, Shénwēi·tàihú zhī guāng) è un supercomputer cinese che, da novembre 2017 è diventato il più veloce supercomputer al mondo (entrando tra i migliori 500) per essere poi superato l'8 giugno 2018 dal Summit di IBM con un benchmark LINPACK di 93 petaflops. Questo valore è circa tre volte la velocità del precedente detentore del record, il Tianhe-2, dotato di una capacità di calcolo di 34 petaflops.
Dal 2016 si è anche classificato quarto come supercomputer più efficiente energeticamente nella classifica Green500 (ma nell'elenco successivo è sceso di 10 posti), con un'efficienza di 6,051.30 MFLOPS/W. È stato progettato dal National Research Center of Parallel Computer Engineering & Technology (NRCPC) e si trova al National Supercomputing Center in Wuxi nella città di Wuxi, nella provincia di Jiangsu in Cina..

## Architettura
La Sunway TaihuLight usa 40.960 processori RISC SW26010 a molti core a 64-bit di progettazione cinese con Architettura Sunway. Ogni processore contiene 256 core di elaborazione e 4 core addizionali ausiliari per la gestione del sistema per un totale di 10.649.600 core CPU
I core d'elaborazione hanno una RAM scratchpad da 64 KB per i dati (e 16 KB per le istruzioni) e comunicano via network on a chip, invece che con una tradizionale gerarchia di cache..